# Andrzej Dragan
Pour les articles homonymes, voir Dragan (homonymie).
Andrzej Dragan, né le 16 mai 1978 à Konin, est un photographe polonais connu pour ses portraits au style très marqué. 
Titulaire d'un doctorat de physique quantique décerné « cum laude » en 2005, Andrzej Dragan a publié ses œuvres dans des magazines et des livres dans 12 pays différents, y compris dans le Luzer’s ‘200 Best Ad Photographers Worldwide 2006.

## Style et « effet Dragan »
Le style d'Andrzej Dragan se caractérise par un réalisme cru appuyé par la précision des détails et la clarté cristalline des couleurs. Cependant, ce réalisme innove par sa recherche d'un « effet » proche de la peinture, et plus précisément de l'art des peintres hollandais, où s'imposent parfois une certaine monochromie. Grâce à la maîtrise de la mise en scène, du traitement de la couleur et de la gestion du contraste local, Andrzej Dragan parvient à un effet de clair-obscur qui rejette dans l'ombre les détails superflus, et donne ainsi à ses portraits une dimension dépouillée, quasi mystique.
Son exposition Allegories & Macabresques se compose de 18 portraits réalisés de 2004 à 2007, tels que ceux de Jerzy Urban, Andrzej Mleczko, Mads Mikkelsen ou encore David Lynch. Bien que ces portraits visent bien sûr à transcrire la personnalité du sujet, Andrzej Dragan a cependant pris ses distances par rapport à cet objectif : il ne s'agit pas tant pour lui de révéler la vérité sur les personnes ainsi photographiées que de s'inspirer d'un proverbe portugais selon lequel « ceux qui voient les visages ne voient pas les cœurs » (« Quem vê caras, não vê corações »). Ces photographies, qui troublent le spectateur, mettent en scène des personnalités d'aujourd'hui dans un style d'autrefois, qui rappelle Rembrandt.